# Mudigere (Rural), Mudigere
Mudigere (Rural) là một làng thuộc tehsil Mudigere, huyện Chikmagalur, bang Karnataka, Ấn Độ.